# المدينة البيضاء الأثرية

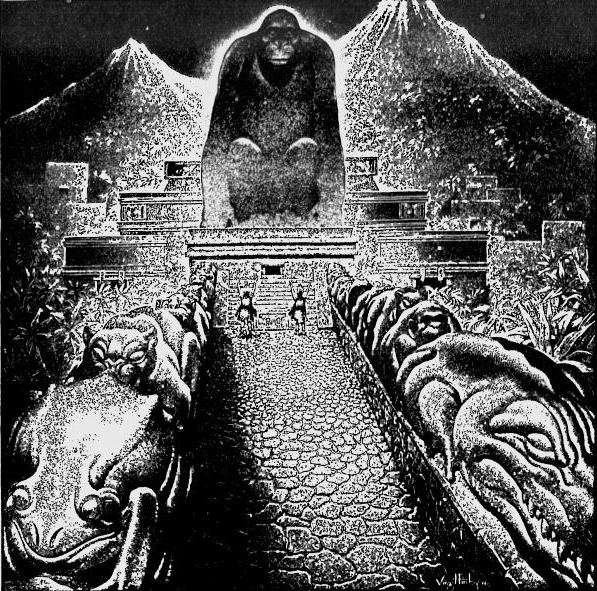
صورة تخيلية لتمثال الإله القرد

المدينة البيضاء (بالإسبانية: La Ciudad Blanca)‏ أو مدينة الإله القرد من الأساطير الشهيرة التي انتشرت مع بداية اكتشافات العالم الجديد اسطورة «المدينة البيضاء». تقع المدينة في منطقة لا موسكيتيا في غراسياس ديوس في شرق هندوراس. داخل الغابات المطيرة والتي تقع ضِمن محمية ريو بلاتانو، وأصبح المكان مركز لحملات الإستكشاف والبحوث.

## حملات الإستكشاف
تقول الأسطورة أن المدينة مصنوعه بالكامل من الذهب وقد بدء البحث عنها عام 1526 على يد «هير مان كورتيز» القائد الاسباني الذي ضم العديد من المناطق «بالأمريكيتين».
للتاج الإسباني لكنه فشل في الوصول إلى المدينة الذهبية ثم تبعه في البحث "كريستوبل دي بيدرازا" عام 1544 ثم عالم الاثار "وليم استرونغ" الذي ذكر وجود تلال أثرية بالقرب من نهر "باتو كا" و"كونكير عام 1933 مُشعِلاً حماس الباحثين عن الذهب مع استخدام التكنولوجيا الحديثة ورادارات.
وفي عام 1940، ذكر المُستكشف الأمريكي تيودور موردي في كتاباته وجود المدينة المفقودة بعد رحلة قام بها في غابة هندوراس لمدة خمسة أشهر. وقد ذكر السكان الأصليين وجود تمثال «لإله القرد» في المدينة. ومع ذلك، رفض المُستكشف الإفصاح عن مكان الموقع خِشية أن يتعرض للنهب. وقد تم العثور على تيودور موردي ميتا بعد فترة وجيزة من إفصاحه عن مكان الموقع.

## إكتشاف المدينة
أجرى باحثون أميريكيون وهندوراسييون رحلة استكشافية تم خلالها اكتشاف «المدينة البيضاء» وهو موقع أثري لم يتم اكتشافه من قبل حسب تقارير صحيفة لا برنسا الهندوراسية. وقد نشرت الصور الأولى لهذه المدينة يوم الاثنين 2 مارس 2015 على موقع ناشيونال جيوغرافيك.
وأشرف على الحملة الاستكشافية في عام 2015 “جامعة كولورادو، وجامعة” هندوراس والمعهد الهندوراسي للأنثروبولوجيا والتاريخ (IHAH)، برئاسة عالم الآثار الأمريكي كريستوفر فيشر. وقد تم اكتشاف اثنتين وخمسين قطعة اأثرية.
وفقا لعضو في فريق البحث، يرجع تاريخها بين 1000 - 1400 م.